# Raúl Fernández-Cavada
Raúl Fernández-Cavada Mateos (Bilbao, Vizcaya, 13 de marzo de 1988), conocido deportivamente como Raúl, es un futbolista español que ocupa la demarcación de guardameta en el Deportivo Alavés de la Primera División de España.

## Trayectoria
Se unió en 1998 al equipo alevín del Athletic Club, donde fue pasando por todos sus equipos. En la temporada 2006-07 jugó 29 partidos con el C. D. Basconia, de Tercera División. En la 2007-08 fue el portero del Bilbao Athletic en Segunda División B, junto a Iago Herrerín.
De cara a la temporada 2008-09 fue cedido al Conquense. Durante la temporada 2009-10 jugó cedido en el Granada C. F. de 2.ª B, con este equipo logró el ascenso a Segunda División A, cuajando una gran actuación y recibiendo numerosas alabanzas por parte de la afición granadina. Su buen hacer en ambas cesiones, le llevó a convertirse en el segundo guardameta del Athletic Club para la temporada 2010-11 El 23 de abril debutó en un derbi vasco ante la Real Sociedad que acabó con victoria (2-1). En la temporada 2011-12, además de en un partido de Liga, fue titular en un encuentro de Liga Europa disputado en el Parque de los Príncipes ante el PSG (4-2). En la temporada 2012-13 disputó ocho partidos entre todas las competiciones. Después de tres temporadas a la sombra de Gorka Iraizoz, en las que jugó un total de 11 partidos, fue cedido al C. D. Numancia.
Después de una temporada en el club soriano, en la que jugó 12 partidos, el 18 de julio de 2014 fichó por el Racing de Santander. el 22 de enero de 2015 recaló en el Real Valladolid, en calidad de cedido hasta final de la temporada 2014-15, donde fue el portero suplente por detrás de Javi Varas. En el club vallisoletano sólo jugó un partido. El 30 de junio de 2015 se confirmó su fichaje por el Club Deportivo Mirandés. Realizó una gran temporada en el club burgalés, siendo uno de los jugadores más destacados del equipo.
En verano de 2016 fichó por el Levante U. D. con el que consiguió el ascenso a Primera División y el Trofeo Zamora en 2017.En la vuelta del club granota a Primera División comenzó como titular realizando grandes actuaciones, aunque en el mes de noviembre perdió la titularidad en favor de Oier Olazábal. A finales de enero, después de varios meses con problemas físicos, fue operado por problemas en la cadera causando baja el resto de la temporada.
Tras rescindir su contrato con el Levante, el 23 de julio de 2018, firmó con la U. D. Las Palmas por tres temporadas. En el equipo canario se hizo con el puesto de titular por delante de Nauzet Pérez. En abril de 2019, en un encuentro frente al Cádiz C. F., sufrió una grave lesión en su pierna izquierda y en su mano derecha que le impidió jugar durante las siguientes dos temporadas. A pesar de ello, en junio de 2021, renovó su contrato por dos campañas más. Volvió a jugar en un amistoso de la pretemporada 2021-22, dos años y tres meses después de lesionarse, y acabó jugando como titular en dicha temporada.
Tras cuatro años en Las Palmas, el 18 de julio de 2022, se hizo oficial su vuelta al Granada C. F. firmando por dos temporadas.En esta segunda etapa en el cuadro granadino, logró el ascenso a Primera División además de volver a ser Trofeo Zamora en 2023.
El 13 de julio de 2024 regresó al C. D. Mirandés, con el que disputó 46 partidos y estuvo cerca de conseguir el ascenso a la Primera División. Esta segunda etapa en el club también duró un año y en julio de 2025 se comprometió con el Deportivo Alavés para la temporada 2025-26.

## Estadísticas

### Clubes
Actualizado al último partido disputado el 2 de noviembre de 2023.
| Bilbao Athletic · España              | 2.ª B         | 2006-07       | 1   | 1   | ―  | ―  | ― | ― | 1   | 1   |  |
| Bilbao Athletic · España              | 2.ª B         | 2007-08       | 18  | 23  | ―  | ―  | ― | ― | 18  | 23  |  |
| Bilbao Athletic · España              | Total club    | Total club    | 19  | 24  | 0  | 0  | 0 | 0 | 19  | 24  |  |
| U. B. Conquense · España              | 2.ª B         | 2008-09       | 24  | 29  | 2  | 4  | ― | ― | 26  | 33  |  |
| U. B. Conquense · España              | Total club    | Total club    | 24  | 29  | 2  | 4  | 0 | 0 | 26  | 33  |  |
| Granada C. F. · España                | 2.ª B         | 2009-10       | 23  | 19  | 0  | 0  | ― | ― | 23  | 19  |  |
| Athletic Club · España                | 1.ª           | 2010-11       | 1   | 1   | 0  | 0  | ― | ― | 1   | 1   |  |
| Athletic Club · España                | 1.ª           | 2011-12       | 1   | 0   | 0  | 0  | 1 | 4 | 2   | 4   |  |
| Athletic Club · España                | 1.ª           | 2012-13       | 3   | 4   | 2  | 1  | 3 | 3 | 8   | 8   |  |
| Athletic Club · España                | Total club    | Total club    | 5   | 5   | 2  | 1  | 4 | 7 | 11  | 13  |  |
| C. D. Numancia · España               | 2.ª           | 2013-14       | 11  | 9   | 1  | 1  | ― | ― | 12  | 10  |  |
| C. D. Numancia · España               | Total club    | Total club    | 11  | 9   | 1  | 1  | 0 | 0 | 12  | 10  |  |
| Racing de Santander · España          | 2.ª           | 2014-15       | 4   | 4   | 0  | 0  | ― | ― | 4   | 4   |  |
| Racing de Santander · España          | Total club    | Total club    | 4   | 4   | 0  | 0  | 0 | 0 | 4   | 4   |  |
| Real Valladolid C. F. · España        | 2.ª           | 2014-15       | 1   | 4   | 0  | 0  | ― | ― | 1   | 4   |  |
| Real Valladolid C. F. · España        | Total club    | Total club    | 1   | 4   | 0  | 0  | 0 | 0 | 1   | 4   |  |
| C. D. Mirandés · España               | 2.ª           | 2015-16       | 41  | 55  | 8  | 11 | ― | ― | 49  | 66  |  |
| C. D. Mirandés · España               | Total club    | Total club    | 41  | 55  | 8  | 11 | 0 | 0 | 49  | 66  |  |
| Levante U. D. · España                | 2.ª           | 2016-17       | 33  | 22  | 1  | 1  | ― | ― | 34  | 23  |  |
| Levante U. D. · España                | 1.ª           | 2017-18       | 11  | 15  | 2  | 3  | ― | ― | 13  | 18  |  |
| Levante U. D. · España                | Total club    | Total club    | 44  | 37  | 3  | 4  | 0 | 0 | 47  | 41  |  |
| U. D. Las Palmas · España             | 2.ª           | 2018-19       | 32  | 31  | 0  | 0  | ― | ― | 32  | 31  |  |
| U. D. Las Palmas · España             | 2.ª           | 2021-22       | 28  | 34  | 0  | 0  | ― | ― | 28  | 34  |  |
| U. D. Las Palmas · España             | Total club    | Total club    | 60  | 65  | 0  | 0  | 0 | 0 | 60  | 65  |  |
| Granada C. F. · España                | 2.ª           | 2022-23       | 31  | 19  | 0  | 0  | ― | ― | 31  | 19  |  |
| Granada C. F. · España                | 1.ª           | 2023-24       | 4   | 11  | 0  | 0  | ― | ― | 4   | 11  |  |
| Granada C. F. · España                | Total club    | Total club    | 58  | 49  | 0  | 0  | 0 | 0 | 58  | 49  |  |
| C. D. Mirandés · España               | 2.ª           | 2024-25       | 46  | 47  | 0  | 0  | ― | ― | 46  | 47  |  |
| C. D. Mirandés · España               | Total club    | Total club    | 87  | 102 | 0  | 0  | 0 | 0 | 95  | 113 |  |
| Total carrera                         | Total carrera | Total carrera | 267 | 281 | 16 | 21 | 4 | 7 | 287 | 309 |  |
| (1) Hace referencia a goles encajados |               |               |     |     |    |    |   |   |     |     |  |

## Palmarés

### Distinciones individuales
| Distinción                                         | Año  |
| -------------------------------------------------- | ---- |
| Seleccionado en el Once de Bronce del Fútbol Draft | 2006 |
| Trofeo Amets bat                                   | 2011 |
| Trofeo Zamora (Segunda División)                   | 2017 |
| Trofeo Zamora (Segunda División)                   | 2023 |